# Atopsyche huanapu
Atopsyche huanapu är en nattsländeart som beskrevs av Schmid 1989. Atopsyche huanapu ingår i släktet Atopsyche och familjen Hydrobiosidae. Inga underarter finns listade i Catalogue of Life.